# コムラサキ (蝶)

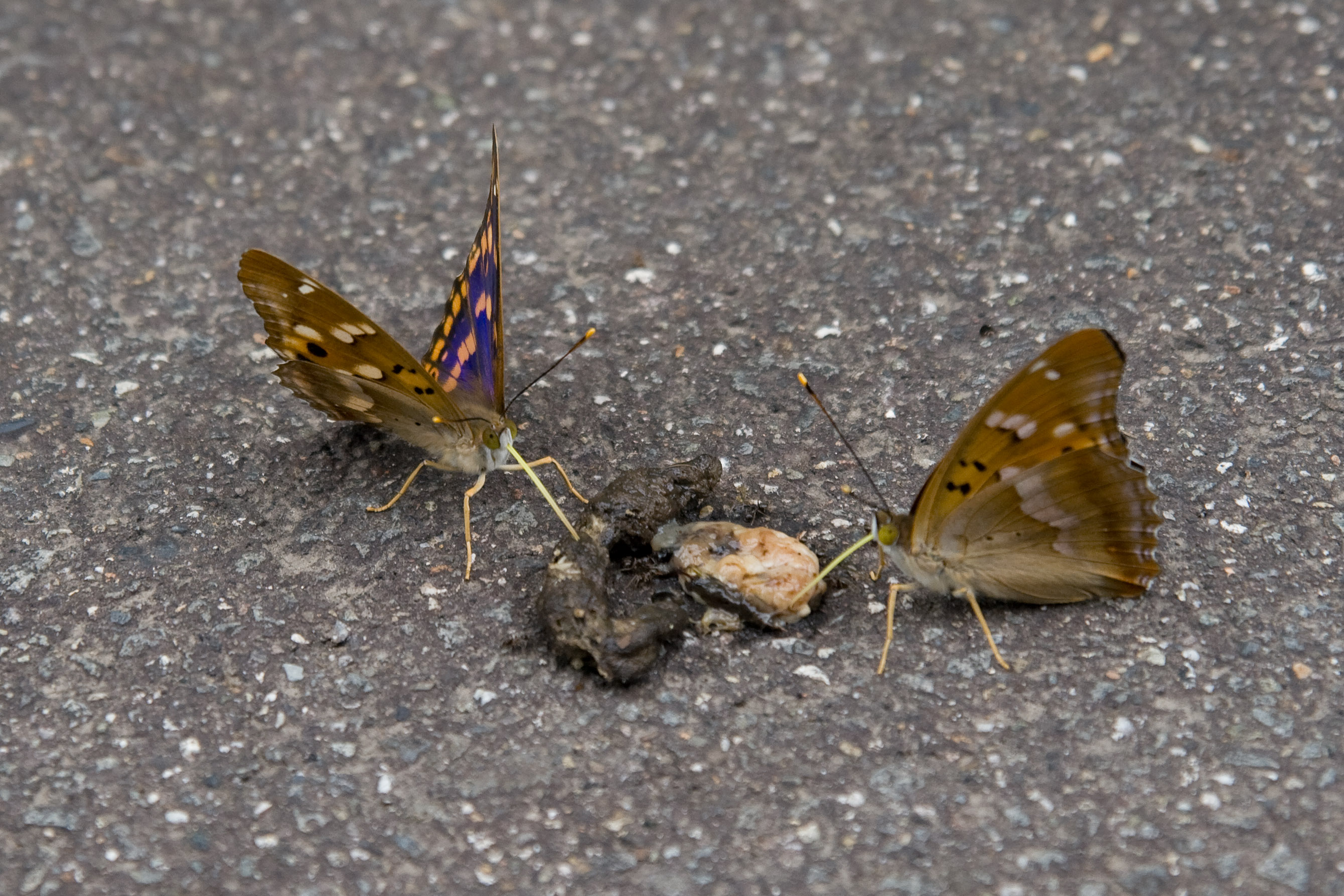
動物の糞に集まるコムラサキ
（長野県・霧ヶ峰 2011年8月）

コムラサキ（小紫、Apatura metis）は、タテハチョウ科コムラサキ亜科に属する中型のチョウ。北海道南部から九州のほぼ日本全国に分布する。雄の翅の表面は美しい紫色に輝くので、この和名がつけられた。和名は昆虫学者の高千穂宣麿の命名とされる。
日本亜種の学名としては Apatura metis substituta が用いられる。

## 生態
飛翔は軽快敏速で、特に午後から夕方にかけ、陽光のあたる樹上で活発に活動する。雄雌とも樹液や熟した果実に誘引され、花にはあまり訪れることがない。雄は湿った地面や動物の死骸に集まる習性をもつ。
暖地では5月頃から発生し、秋までに1 - 2回の発生を繰り返す。寒冷地では7月頃に1回の発生。幼虫で越冬し、食樹の樹皮の皺などに密着して晩秋から春までを過ごす。一般に、多化する地域では春の発生個体がやや大型で、地色も暗いなどの季節型が認められる。
遺伝的な多型現象を示すチョウとしても有名で、地色がオレンジ色の個体をしばしば「アカ型」、地色が暗色で明色紋が少ない個体を「クロ型」と呼ぶ。クロ型は静岡県や愛知県、能登半島、九州南部などに局地的に分布し、紫色の輝きがより強く見えるので、美麗な印象を与える。このような遺伝型が拡散せずに特定の河川流域に留まっているのは本種に移動性が乏しいことを物語っており、一見飛翔力が強そうなことから考えると意外である。

## 分布
日本国外では東欧からカスピ海にかけて名義タイプ亜種 metis が分布し、広大なシベリアには分布の空白があり、日本の近隣地域では沿海州、モンゴル東部、中国東北地方、朝鮮半島に分布している。
大陸ではごく近縁のタイリクコムラサキ Apatura ilia と一緒に分布し、一見分類が難しいが、日本ではタイリクコムラサキの分布が知られていない。古い文献では本種の学名が Apatura ilia と書かれていることが多いことからも理解される通り、かつてはタイリクコムラサキの亜種、あるいは型として扱われてきた歴史がある。
コムラサキ亜科の各種はほぼ世界全域に分布し、主に暖帯から亜熱帯の森林や林縁を棲息地とする。その中でも、本種を含む Apatura 属はヤナギ類を食樹に選ぶことにより、北半球の冷涼な地域に進出した種群であるといえる。

## 食草
幼虫は Salix（ヤナギ属）、Populus（ハコヤナギ属）といったヤナギ類を食する。通常は河川流域にある前者を選んでいることが多い。水辺のチョウといえる。生活史や幼生期の形態は近縁のオオムラサキやゴマダラチョウなどと似る。

## 近縁種
Apatura属に所属する他種は、以下の通り。
Apatura iris イリスコムラサキ
戦前にはチョウセンコムラサキという和名が用いられた。欧州、極東ロシア、中国、朝鮮半島に分布する。英国では本種に対して Purple Emperor という名称を使用する。コムラサキ亜科の中では最も古くリンネによって記載され、Apatura 属の模式種である。
Apatura bieti ビエトコムラサキ
イリスコムラサキと近縁であるが、中国南部の高標高地にのみ分布する。
Apatura ilia タイリクコムラサキ
欧州、極東ロシア、中国、朝鮮半島に分布する。地域変異に富む。
Apatura laverna ラベルナコムラサキ
遼寧省から雲南省にかけて分布する。
「コムラサキ」という名称は本種だけを指すのではなく、コムラサキ亜科に分類される他種も含んだ集合的な呼称として使われることもある。また、Apatura 属ではなくても「コムラサキ」の和名がつく近縁種としては、アサクラコムラサキ（台湾）、シラギコムラサキ（朝鮮半島）などが知られる。これらは戦前に日本人が命名使用していた名残として、現在も使われている。